# 佩爾托澤羅湖

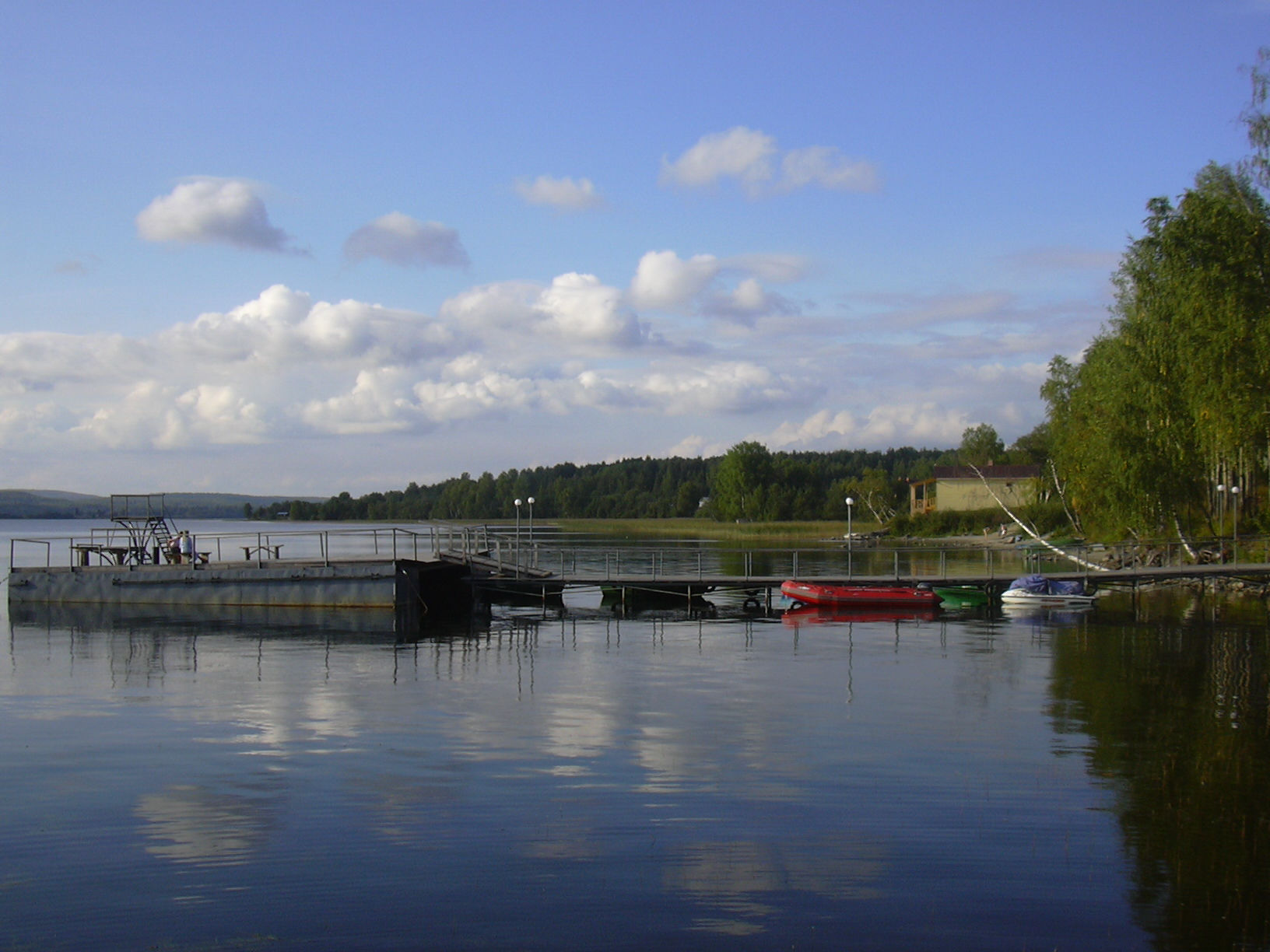

佩爾托澤羅湖是俄羅斯的湖泊，由卡累利阿共和國負責管轄，該湖在1707年築壩而成，長16公里、寬2公里，平均水深10米，最大水深37米，湖中有10個島嶼。